# Тверська губернія
Тверська губе́рнія — адміністративна одиниця колишньої Російської імперії, що містилася у центральній частині імперії.

## Історія
Губернія була утворена 1796 року з Тверського намісництва. Проіснувала до 1929 року.

## Адміністративний поділ
На 1897 рік складалася із 12 повітів
- Бежецький повіт
- Весьєгонський повіт
- Вишнєволоцький повіт
- Зубцовський повіт
- Калязінський повіт
- Кашинський повіт
- Корчевський повіт
- Новоторзький повіт
- Осташковський повіт
- Ржевський повіт
- Старицький повіт
- Тверський повіт

Впродовж 1918–1919 років були утворені Кімрський та Краснохолмський повіти. 1922 року ліквідовано Зубцовський, Калязінський та Корчевський повіти. 1924 року скасовані Краснохолмський та Старицький повіти. 1927 року ліквідовано Кашинський повіт.
1929 року губернію ліквідовано.